# Таванга (посёлок)
Та́ванга (южносельк. — мышиная река) — посёлок в Томской области России, входит в состав муниципального образования «Город Кедровый».

## История
Законом Томской области от 14 октября 2004 года № 219-ОЗ "О наделении статусом городского округа и установлении границ муниципального образования «Город Кедровый» посёлок Таванга вошёл в состав муниципального образования «Город Кедровый».

## География
Посёлок расположен в таёжной местности, по реке Таванга.

## Население
| 2002 | 2010 | 2012 | 2013 | 2014 | 2015 | 2021 |
| ---- | ---- | ---- | ---- | ---- | ---- | ---- |
| 28   | ↘27  | ↘24  | ↗25  | ↘22  | ↗24  | ↘11  |

## Инфраструктура
Лесозаготовки.

## Транспорт
Дорога местного значения, лесные дороги.